# Robert William von Stieglitz
Robert William von Stieglitz (* 4. August 1816 in Cookstown, Irland; †  18. März 1876 in Kilkeel, Irland) gilt als einer der ersten Pioniere bei der Kolonisierung Australiens.

## Familie
Der Vater von Robert William war Heinrich Ludwig von Stieglitz (1762–1824), Sohn von Christian Ludwig Stieglitz (1724–1772) aus Leipzig. Heinrich Ludwig (Henry Lewis) wanderte 1802 nach Irland aus und heiratete dort im gleichen Jahr Charlotte Atkinson aus dem Haus Crowhill. Das Paar hatte zwei Töchter und sechs Söhne, darunter Robert William Stieglitz. In der Zeit von 1829 bis 1839 wanderten die Geschwister und die Mutter nach Van Diemens Land, dem späteren Tasmanien, aus, 1833 Robert William.

## Pionier in Australien
1833 kam Robert William in Tasmanien an. Wie sein Bruder John Lewis von Stieglitz erhielt er kein „Grant“-Land mehr. Beide wurden Schafzüchter und gehörten ab 1836 zu den ersten Siedlern in Port Phillip (heute Victoria). 1837 gründete Robert William im District Geelong die Siedlung Ballan (5000 acres). Dazu kam Land am Lake Hindmarsh in der Wimmera (190.000 acres).
1852 wurde auf von Stieglitz’ Land um Ballan Gold entdeckt, worauf eine florierende Goldgräberstadt entstand, die Steiglitz genannt wurde.
Robert William heiratete 1847 die Irin Marcella Belcher (1828–1922). Vier Töchter wurden geboren. Die Töchter Florence und später Augusta waren mit dem General Ludwig von Ompteda verheiratet. Die Eheleute kehrten 1852 nach Irland zurück.

## Steiglitz Historic Parc
In Steiglitz befindet sich heute der Steiglitz Historic Parc, Victoria.